# Laudalkammen
Laudalkammen är en bergstopp i Antarktis. Den ligger i Östantarktis. Norge gör anspråk på området. Toppen på Laudalkammen är 1 445 meter över havet.
Terrängen runt Laudalkammen är kuperad åt sydost, men åt nordväst är den platt. Trakten är obefolkad. Det finns inga samhällen i närheten. 